# ستبرنوکیان
ستبرنوکیان (نام علمی: Crotophaginae) نام یک زیرخانواده از تیره کوکویان است.

## طبقه‌بندی
- سرده Guira:
  - کوکوی گویرا، Guira guira
- سرده ستبرنوک:
  - ستبرنوک بزرگ، Crotophaga major
  - ستبرنوک نرم‌نوک، Crotophaga ani
  - ستبرنوک شیارنوک، Crotophaga sulcirostris